# Adam Nawojczyk
Adam Nawojczyk (ur. 1969 w Trzciance) – polski aktor teatralny i filmowy; doktor habilitowany, dziekan Wydziału Aktorskiego i wykładowca Akademii Sztuk Teatralnych im. Stanisława Wyspiańskiego w Krakowie.

## Życiorys
W 1996 ukończył studia na PWST w Krakowie. Debiutował na deskach Teatru Rozmaitości w Warszawie w roli Józefa K. w sztuce Proces w reżyserii Henryka Baranowskiego. Od 1 września do 31 grudnia 1996 roku występował w Teatrze im. Juliusza Słowackiego w Krakowie, a od 1997 został aktorem Narodowego Starego Teatru im. Heleny Modrzejewskiej w Krakowie. Od 2012 pełni funkcję dziekana Wydziału Aktorskiego AST w Krakowie.

## Nagrody
- 2015 – Nagroda im. S. Wyspiańskiego[3]
- 2008 – VII Festiwal Prapremier w Bydgoszczy – nagroda aktorska za rolę w przedstawieniu „Blogi.pl”[3]

## Filmografia
- 2022: Wielka woda jako wojewoda wrocławski
- 2022: Zachowaj spokój jako policjant Franciszek Trybała
- 2021: Prime Time jako Andrzej Kostecki, prezes zarządu telewizji
- 2020: 25 lat niewinności jako prokurator Stanisław Kostrzyna
- 2020: Mały zgon jako wędkarz/wulkanizator
- 2019: Odwróceni. Ojcowie i córki jako naczelnik
- 2017: Ach śpij kochanie jako Rumin
- 2017: Atak paniki – jako Sebastian Kamil
- 2016: Artyści jako Robert Kowalczyk
- 2016: Kaprys losu jako doktor Buks
- 2015: Belfer jako nauczyciel Wiesław Wójcik
- 2015: Stwór jako Ryszard
- 2015: Czerwony pająk jako naczelnik więzienia
- 2014: (A)pollonia (spektakl telewizyjny)
- 2014: Czas Honoru. Powstanie – jako Pieńkowski
- 2012: Jesteś Bogiem – jako pan Sobański
- 2012: Misja Afganistan – jako reporter Olo
- 2012: Prawo Agaty – jako Rozwadowski
- 2011/2014: Ojciec Mateusz – jako Robert Gryń, szef kampanii wyborczej Joanny Majewskiej/Eryk Janas, ojciec Matyldy
- 2010: Ratownicy jako lekarz
- 2010: Komedia romantyczna (spektakl telewizyjny) – jako Piotr
- 2008: 39 i pół – jako barman
- 2007: Krum (spektakl telewizyjny) – jako Bertoldo
- 2007: A na koniec przyszli turyści jako restaurator Piotr
- 2005–2007: Kryminalni jako fotoreporter
- 2005−2006: Na dobre i na złe jako dr Janusz Gołuński
- 2002: Moje pieczone kurczaki jako Wojtek, mąż Magdy
- 1998: Julia (spektakl telewizyjny) jako Marcin
- 1997: Boża podszewka – jako Radom, żołnierz oddziału partyzanckiego AK
- 1997: Kochaj i rób co chcesz jako klawiszowiec